# Koornmarktspoort
De Koornmarktspoort is een stadspoort in de stadsmuur van de Nederlandse stad Kampen en tevens de oudste. De achterzijde van de poort grenst aan de Koornmarkt, de voorzijde aan de IJssel, waar het deel uitmaakt van het beroemde Kamper IJsselfront.
Voorheen was de poort wit bepleisterd maar is tegenwoordig teruggebracht in de oorspronkelijke staat.

## Fotogalerij

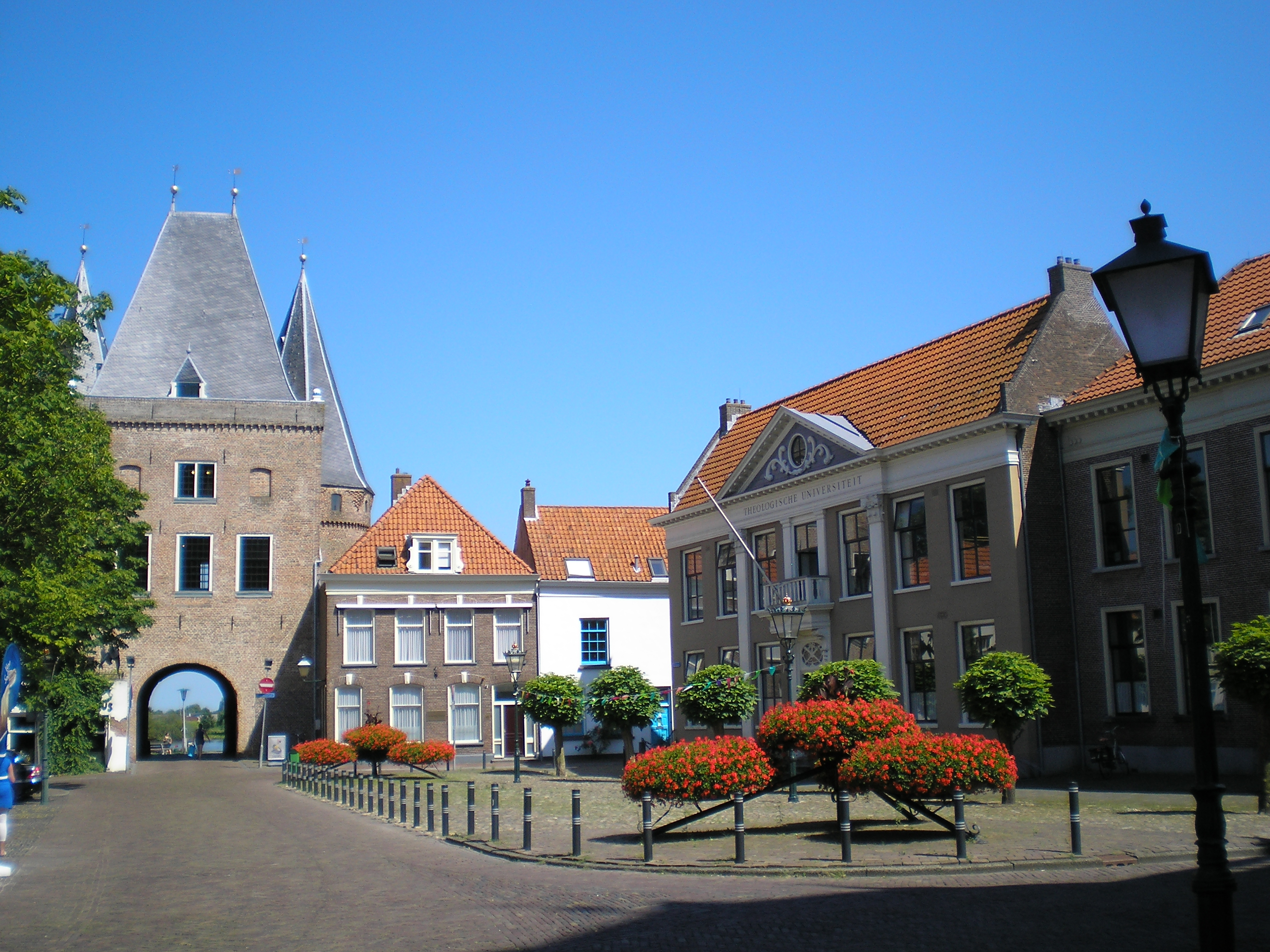
De Koornmarktpoort met rechts de Protestantse Theologische Universiteit gezien vanaf de Koornmarkt.

Blauwehandpoort · Botervatpoort · Broederpoort · Cellebroederspoort · Hagenpoort · Houtzagerspoort · Kalverhekkenpoort · Karperpoort · Kleine Poortje · Koornmarktspoort · Kruidtoren · Lampetpoort · Leeuwentoren · Louwenpoort · Meerminnenpoort · Melkpoort · Noordpoort · Paardentoren · Venepoort · Vispoort · Wildgang  · Zeepziederspoort · Zwanepoort